# Coburgo

Coburgo (em alemão: Coburg) é uma cidade pertencente ao atual estado alemão da Baviera. No passado, porém, pertenceu à Turíngia.
Foi a cidade capital do ducado de Saxe-Coburgo-Saalfeld e, depois de 1818, Saxe-Coburgo-Gota.
Coburgo é uma cidade independente (Kreisfreie Städte) ou distrito urbano (Stadtkreis), ou seja, possui estatuto de distrito (kreis).
A cidade ainda possui suas características medievais como a cidadela que domina a paisagem da cidade, juntamente com o Palácio Ehrenburg, lar dos duques de Coburgo.
Esses duques eram pouco conhecidos até o começo do século XIX, quando o filho mais jovem do Duque Franz Ferdinand (morto em 1806) casou-se em 1816 com a herdeira do trono inglês, a Princesa Charlotte Hanover.
O filho mais jovem viria a se tornar em 1831 o primeiro Rei dos Belgas, sob o nome Leopoldo I.
A família da Casa de Saxe-Coburgo-Gota também contribuiu com vários casamentos importantes, como o dos sobrinhos de Leopoldo I — a Rainha Vitória da Inglaterra (era Saxe-Coburgo-Gota por parte da mãe) e seu primo em primeiro grau, o filho de Ernesto I, o Príncipe Alberto de Saxe-Coburgo-Gota — ou o do Príncipe D. Fernando de Saxe-Coburgo-Gota e Koháry, consorte da Rainha D. Maria II de Portugal (casamento que deu origem a um novo ramo dinástico, o ramo da Casa de Bragança-Saxe-Coburgo e Gota).
Em Coburgo, jaz o corpo de D. Leopoldina Teresa de Bragança e Bourbon, Princesa do Brasil e Princesa de Saxe-Coburgo-Gota, filha de D. Pedro II e de D. Teresa Cristina de Bourbon-Duas Sicílias, Imperadores do Brasil.
A cidade hoje em dia é muito visitada não só por sua história, mas também graças ao Festival de Samba, realizado todos os verões.